# شبكة رادار جيندالي التشغيلية

شبكة رادار جيندالي التشغيلية (JORN) هي شبكة رادار عابرة للآفاق (OTHR)، مهمّتها مراقبة التحركات الجوية والبحرية لمساحة تبلغ 37000 كم2. يبلغ نطاقها الطبيعي من 1000 كم إلى 3000 كم. تستخدم الشبكة في الدفاع عن أستراليا، إضافة إلى مراقبة العمليات البحرية وارتفاع الأمواج واتجاهات الرياح.
تشمل المحطات الأرضية الرئيسية لشبكة رادار جيندالي التشغيلية مركز تحكم يعرف باسم (JCC)، وهو موجود في قاعدة القوات الملكية الجوية الأسترالية في إدنبرة جنوبي أستراليا. إضافة إلى محطتي نقل (JOR1) بالقرب من لونغريتش في كوينزلند و (JOR2) بالقرب من ضاحية لافيرتون غربي أستراليا.

## التاريخ
يعود تاريخ شبكة رادار جيندالي التشغيلية إلى ما بعد تجارب الحرب العالمية الثانية في الولايات المتحدة وإلى سلسلة التجارب الأسترالية التي بدأت في أوائل الخمسينيات. أجريت دراسة في يوليو من عام 1970 لاقتراح برنامج مؤلف من ثلاث مراحل لتطوير نظام الرادار العابر للآفاق.

### غيبنغ

#### المرحلة الأولى
تهدف المرحلة الأولى من مشروع غيبنغ إلى تحديد المتطلبات التشغيلية للرادار العابر للآفاق (OTHR)، إضافة إلى دراسة التقنيات والتكنولوجيات المطبقة. نفذّ المشروع سلسلة سبر للغلاف الأيوني بهدف تقييم مدى ملاءمته لتشغيل الرادار العابر للآفاق.

### جيندالي

#### المرحلة الثانية
تهدف المرحلة الثانية من مشروع جيندالي إلى إثبات فعالية وتكلفة الرادار العابر للآفاق. نفّذت المرحلة الثانية عن طريق قسم الرادار (الذي أصبح فيما بعد قسم الرادار عالي التردد) التابع لمنظمة علوم وتكنولوجيا الدفاع (DSTO). ظهر مشروع جندالي بين عامي 1972 و1974 وقُسّم إلى ثلاث مراحل.

### شبكة رادار جيندالي التشغيلية

#### المرحلة الثالثة
شملت المرحلة الثالثة من برنامج الرادار العابر للآفاق تصميم وبناء شبكة رادار جيندالي التشغيلية. أُعلن عن قرار بناء الشبكة في أكتوبر من عام 1986. أصبحت شركتي تلسترا وماركوني للأنظمة الإلكترونية مقاولتان رئيسيتان ومتعاقدان بسعر ثابت لبناء شبكة رادار جيندالي التشغيلية في 11 يونيو من عام 1991. حُدد موعد الانتهاء في 13 يونيو من عام 1997.

#### المرحلة الرابعة
تضمنت هذه المرحلة الانتهاء من بناء الشبكة وصيانتها اللاحقة باستخدام مقاول جديد. في فبراير من عام 1997، حصلت شركتي لوكهيد مارتن وتينكس على عقد تسّلمتاه من خلاله شبكة رادار جيندالي التشغيلية وإدارتها. بعد ذلك، شكّلت كلتا الشركتين «مجموعة ر. ل. م» للتعامل مع المشروع المشترك. سُلّم نظام الرادار التشغيلي في أبريل من عام 2003 واستمرت الصيانة حتّى فبراير من عام 2007.

#### المرحلة الخامسة
صممت شبكة رادار جيندالي التشغيلية وفقاً لمواصفات مطوّرة منذ أوائل التسعينيات، وذلك بسبب المدة التي استغرقت في بناءها قبل تسليمها في عام 2003. خلال هذه الفترة، تطوّر رادار أليس سبرينجز بشكل كبير تحت إشراف منظمة علوم وتكنولوجيا الدفاع (DSTO). وفي فبراير من عام 2004، تمت الموافقة على المرحلة الخامسة من مشروع (JORN).
هدفت المرحلة الخامسة إلى ترقية راداري لافيرتون ولونغريتش بعد أكثر من عقد من البحث والتطوير في الرادار العابر للآفاق. كان من المفترض أن يستمر حتى عام 2011 تقريباً، لكنه أُوقف بين عامي 2013 و2014 نتيجة لنقص المهارات. تتشابه المحطات الثلاث في الوقت الحالي، حيث تستخدم كل منها الإلكترونيات المحدثة.

#### المرحلة السادسة
في مارس من عام 2018، أُعلن عن ترقية شبكة رادار جيندالي التشغيلية الأسترالية بمبلغ قدره 1.2 مليار دولار عن طريق «شركة ب. أ. ي. سيستمز» الأسترالية التي ستستغرق 10 سنوات في ترقيتها.

## تكلفة المشروع
مرّ مشروع شبكة رادار جيدنالي التشغيلية بخمس مراحل وكلّف ما يقارب 1.8 مليار دولار أسترالي. قدّر تقرير المكتب الأسترالي الوطني لمراجعة الحسابات في يونيو من عام 1996 التكلفة الإجمالية للمشروع حتى وصوله للمرحلة الثالثة بمبلغ 1.1 مليار دولار، أما تكاليف المرحلة السادسة فقدّرت بمبلغ 1.2 مليار دولار.

## التشغيل والاستخدامات
تُشغّل شبكة رادار جيندالي التشغيلية بواسطة وحدة استشعار عن بعد رقم 1 (1RSU). تُدخل بيانات مواقع الشبكة في مركز تنسيق الشبكة في قاعدة القوات الملكية الجوية الأسترالية في إدنبرة، حيث تنقل البيانات من هناك إلى الوكالات والوحدات العسكرية الأخرى. يسمح النظام لقوات الدفاع الأسترالية بشكل رسمي بمراقبة النشاط الجوي والبحري شمالي أستراليا لمسافة تصل إلى 4000 كم، حيث يضم هذا النطاق كلا من جافا وإريان جايا في بابوا غينيا الجديدة وجزر سليمان وفي بعض الأحيان سنغافورة. ومع ذلك، اكتشف النموذج الأولي إطلاق صواريخ من الصين في عام 1997، وذلك على بعد أكثر من 5500 كم (3400 ميل).
تعتبر شبكة رادار جيندالي التشغيلية حساسة للغاية، حيث تستطيع تتبع الطائرات الصغيرة مثل سيسنا 172 أثناء إقلاعها وهبوطها في تيمور الشرقية على بعد 2600 كم. كما يتوقع أن تزيد الأبحاث الحالية من حساسيتها بمعدل عشرة أضعاف من مستواها الحالي.
قيل بأن هذه الشبكة قادرة على اكتشاف الطائرات الخفية التي تصمم بطريقة تمنع اكتشافها بواسطة رادار الاستشعار بالموجات المتناهية القصر. كما أُطلق مشروع «داندي» (DUNDEE) البحثي بالتعاون مع بحث الدفاع الصاروخي الأمريكي لاستخدام شبكة (JORN) في الكشف عن الصواريخ. كان من المفترض أن تلعب شبكة رادار جيندالي التشغيلية دوراً في المبادرات المستقبلية لهيئة الدفاع الصاروخي، حيث ستقوم باكتشاف وتتبع إطلاق الصواريخ في آسيا.
تعتمد شبكة رادار جيندالي التشغيلية على تفاعل الإشارات مع الغلاف الأيوني (الارتداد)، لذلك يتأثر أداء الشبكة سلباً عند حدوث أي اضطراب في الغلاف الأيوني. حيث تعتبر التغييرات التي تحدثها الشمس كشروق الشمس وغروبها والاضطرابات الشمسية من أهم العوامل المؤثرة في الغلاف الأيوني. وتتأثر فعالية الشبكة سلباً في ظروف الطقس القاسية كالبرق والبحار الهائجة.
تستخدم شبكة رادار جيندالي التشغيلية مبدأ دوبلر في كشف الأجسام، لذلك لا يمكنها كشف الأجسام التي تتحرك عند خط التماس مع النظام أو الأجسام التي تتحرك بسرعة مماثلة لمحيطها.

## نظريات حول رحلة الخطوط الجوية الماليزية 370
في شهر مايو من عام 2016، حدّثت القوات الملكية الجوية الأسترالية لائحتها لأكثر الأسئلة تواتراً لتناول مسألة رحلة الخطوط الجوية الماليزية 370. وفقاً لهذا التحديث «لم تكن شبكة رادار جيندالي التشغيلية قيد العمل أثناء اختفاء الطائرة». كما ذكر التحديث بأنه من غير المحتمل اكتشاف حادثة اختفاء الطائرة بواسطة النظام بسبب نطاق الرادار وظروف الغلاف الأيوني و«نقص المعلومات حول مسار الرحلة المحتمل باتجاه أستراليا».
ومع ذلك، لم تُنشر أي معلومات متعلقة بوضع شبكة رادار جيندالي التشغيلية أعقاب اختفاء 8 مارس في عام 2014، مما أدى إلى استمرار التضارب في الآراء لأشهر. في 18 من مارس في عام 2014، ذكرت المصادر التي استشهدت بها صحيفة «الأسترالي» أن الشبكة لم تُكلّف بالتطلع نحو المحيط الهندي في ليلة اختفاء الطائرة لأنه لم يوجد أي سبب للبحث في تلك المنطقة في ذلك الوقت. وفي 20 مارس من عام 2014، طلب وزير الدفاع الماليزي (والقائم بأعمال وزير المواصلات) هشام الدين حسين من الولايات المتحدة تقديم أي معلومات من قاعدة باين جاب القريبة من رادار أليس سبيرنجز، حيث كان غالباً يلمّح إلى شبكة رادار جيندالي التشغيلية. وفي 19 مارس من عام 2014، أفاد المتحدث باسم وزارة الدفاع الأسترالية بأنه «لن يقدم بأي تعليق» بخصوص أي معلومات متعلقة بتتبع الشبكة لهذه الرحلة. ومع ذلك، أخبرت وزيرة الخارجية الأسترالية جولي بيشوب البرلمان الأسترالي قبل عدة أيام من إفادة المتحدث باسم وزارة الدفاع الأسترالية بأنه «نُقلت وستُنقل جميع المعلومات التي تمتلكها استخباراتنا الدفاعية المتعلقة برحلة 370 إلى السلطات الماليزية...».
في مارس من عام 2015 وقبيل اكتشاف حطام الطائرة في يوليو من عام 2015 في جزيرة ريونيون، طلب الخبير في تكنولوجيا الطيران أندريه ميلن معلومات من شبكة رادار جيندالي التشغيلية لإثبات أو دحض غرق الطائرة في المحيط الهندي، إلا أنه لم يتلقّ أي رد من الحكومة الأسترالية في عام 2015. أما في مايو من عام 2016، أُعلن بأن الشبكة لم تكن قيد العمل أثناء اختفاء الطائرة.